# Seven de Francia 2023
El Seven de Francia 2023 fue el décimo torneo de la Serie Mundial Masculina de Rugby 7 2022-23.
Se disputó en el Estadio Ernest-Wallon en Toulouse, Francia.

## Formato
Se dividen en cuatro grupos de cuatro equipos, cada grupo se resuelve con el sistema de todos contra todos a una sola ronda; la victoria otorga 3 puntos, el empate 2 y la derrota 1 punto.
Los dos equipos con más puntos en cada grupo avanzan a cuartos de final de la Copa. Los cuatro ganadores avanzan a semifinales de la Copa, y los cuatro perdedores a semifinales por el quinto puesto.
Los dos equipos con menos puntos en cada grupo jugaron la Challenge Trophy, definiendo en la misma el puesto final a ocupar en el torneo y los puntos correspondientes a tal mérito que suman para la tabla anual de la  Serie Mundial Masculina de Rugby 7 2022-23.

## Fase de grupos
|  | Avanzan a cuartos de final. |

### Grupo A
| Pos | Países        | Partidos | Partidos | Partidos | Tantos | Tantos | Tantos | Pts |
| Pos | Países        | G        | E        | P        | PF     | PC     | DP     | Pts |
| --- | ------------- | -------- | -------- | -------- | ------ | ------ | ------ | --- |
| 1   | Nueva Zelanda | 3        | 0        | 0        | 74     | 29     | 45     | 9   |
| 2   | Canadá        | 2        | 0        | 1        | 71     | 36     | 35     | 7   |
| 3   | Uruguay       | 1        | 0        | 2        | 31     | 45     | -14    | 5   |
| 4   | Kenia         | 0        | 0        | 3        | 17     | 83     | -66    | 3   |

| 12 de mayo | Uruguay | 19 - 5 | Kenia |  |  |

| 12 de mayo | Nueva Zelanda | 29 - 12 | Canadá |  |  |

| 12 de mayo | Uruguay | 0 - 26 | Canadá |  |  |

| 12 de mayo | Nueva Zelanda | 31 - 5 | Kenia |  |  |

| 13 de mayo | Kenia | 7 - 33 | Canadá |  |  |

| 13 de mayo | Nueva Zelanda | 14 - 12 | Uruguay |  |  |

### Grupo B
| Pos | Países       | Partidos | Partidos | Partidos | Tantos | Tantos | Tantos | Pts |
| Pos | Países       | G        | E        | P        | PF     | PC     | DP     | Pts |
| --- | ------------ | -------- | -------- | -------- | ------ | ------ | ------ | --- |
| 1   | Argentina    | 3        | 0        | 0        | 100    | 26     | 74     | 9   |
| 2   | Gran Bretaña | 2        | 0        | 1        | 28     | 50     | -22    | 6   |
| 3   | España       | 1        | 0        | 2        | 48     | 35     | 13     | 3   |
| 4   | Alemania     | 0        | 0        | 3        | 7      | 72     | -65    | 0   |

| 12 de mayo | Gran Bretaña | 14 - 0 | España |  |  |

| 12 de mayo | Argentina | 29 - 7 | Alemania |  |  |

| 12 de mayo | Gran Bretaña | 14 - 0 | Alemania |  |  |

| 12 de mayo | Argentina | 21 - 19 | España |  |  |

| 13 de mayo | España | 29 - 0 | Alemania |  |  |

| 13 de mayo | Gran Bretaña | 0 - 50 | Argentina |  |  |

### Grupo C
| Pos | Países         | Partidos | Partidos | Partidos | Tantos | Tantos | Tantos | Pts |
| Pos | Países         | G        | E        | P        | PF     | PC     | DP     | Pts |
| --- | -------------- | -------- | -------- | -------- | ------ | ------ | ------ | --- |
| 1   | Francia        | 3        | 0        | 0        | 74     | 40     | 34     | 9   |
| 2   | Sudáfrica      | 2        | 0        | 1        | 55     | 45     | 10     | 7   |
| 3   | Fiyi           | 0        | 1        | 2        | 47     | 69     | -22    | 4   |
| 4   | Estados Unidos | 0        | 1        | 2        | 42     | 64     | -22    | 4   |

| 12 de mayo | Francia | 31 - 7 | Sudáfrica |  |  |

| 12 de mayo | Fiyi | 21 - 21 | Estados Unidos |  |  |

| 12 de mayo | Francia | 19 - 14 | Estados Unidos |  |  |

| 12 de mayo | Fiyi | 7 - 24 | Sudáfrica |  |  |

| 13 de mayo | Sudáfrica | 24 - 7 | Estados Unidos |  |  |

| 13 de mayo | Fiyi | 19 - 24 | Francia |  |  |

### Grupo D
| Pos | Países    | Partidos | Partidos | Partidos | Tantos | Tantos | Tantos | Pts |
| Pos | Países    | G        | E        | P        | PF     | PC     | DP     | Pts |
| --- | --------- | -------- | -------- | -------- | ------ | ------ | ------ | --- |
| 1   | Australia | 3        | 0        | 0        | 87     | 17     | 70     | 9   |
| 2   | Irlanda   | 2        | 0        | 1        | 85     | 24     | 61     | 7   |
| 3   | Samoa     | 1        | 0        | 2        | 47     | 52     | -5     | 5   |
| 4   | Japón     | 0        | 0        | 3        | 17     | 143    | -126   | 3   |

| 12 de mayo | Australia | 49 - 5 | Japón |  |  |

| 12 de mayo | Irlanda | 14 - 12 | Samoa |  |  |

| 12 de mayo | Irlanda | 5 - 12 | Australia |  |  |

| 12 de mayo | Samoa | 28 - 12 | Japón |  |  |

| 13 de mayo | Irlanda | 66 - 0 | Japón |  |  |

| 13 de mayo | Samoa | 7 - 26 | Australia |  |  |

## Fase final

### Definición 13° puesto
|  | Semifinal      | Semifinal      | Semifinal |       |       | 13° puesto | 13° puesto | 13° puesto |  |
|  |                |                |           |       |       |            |            |            |  |
|  |                |                |           |       |       |            |            |            |  |
|  | Japón          | Japón          | 28        |       |       |            |            |            |  |
|  | Japón          | Japón          | 28        |       |       |            |            |            |  |
|  | Alemania       | Alemania       | 12        |       |       |            |            |            |  |
|  | Alemania       | Alemania       | 12        |       | Japón | Japón      | 12         |            |  |
|  |                |                |           |       | Japón | Japón      | 12         |            |  |
|  |                |                | Kenia     | Kenia | 33    |            |            |            |  |
|  | Kenia          | Kenia          | Kenia     | Kenia | 33    | 19         |            |            |  |
|  | Kenia          | Kenia          |           |       |       | 19         |            |            |  |
|  | Estados Unidos | Estados Unidos | 0         |       |       |            |            |            |  |
|  | Estados Unidos | Estados Unidos | 0         |       |       |            |            |            |  |
|  |                |                |           |       |       |            |            |            |  |

### Copa de plata
|  | Cuartos de final | Cuartos de final | Cuartos de final |        |         | Semifinales | Semifinales | Semifinales |  |      | Copa | Copa | Copa |  |
|  |                  |                  |                  |        |         |             |             |             |  |      |      |      |      |  |
|  |                  |                  |                  |        |         |             |             |             |  |      |      |      |      |  |
|  | Uruguay          | Uruguay          | 17               |        |         |             |             |             |  |      |      |      |      |  |
|  | Uruguay          | Uruguay          | 17               |        |         |             |             |             |  |      |      |      |      |  |
|  | Japón            | Japón            | 5                |        |         |             |             |             |  |      |      |      |      |  |
|  | Japón            | Japón            | 5                |        | Uruguay | Uruguay     | 15          |             |  |      |      |      |      |  |
|  |                  |                  |                  |        | Uruguay | Uruguay     | 15          |             |  |      |      |      |      |  |
|  |                  |                  | Fiyi             | Fiyi   | 31      |             |             |             |  |      |      |      |      |  |
|  | Fiyi             | Fiyi             | Fiyi             | Fiyi   | 31      | 28          |             |             |  |      |      |      |      |  |
|  | Fiyi             | Fiyi             |                  |        |         |             |             |             |  |      |      |      |      |  |
|  | Alemania         | Alemania         | 5                |        |         |             |             |             |  |      |      |      |      |  |
|  | Alemania         | Alemania         | 5                |        |         |             |             |             |  | Fiyi | Fiyi | 26   |      |  |
|  |                  |                  |                  |        |         |             |             |             |  | Fiyi | Fiyi | 26   |      |  |
|  |                  |                  | España           | España | 15      |             |             |             |  |      |      |      |      |  |
|  | España           | España           | España           | España | 15      | 42          |             |             |  |      |      |      |      |  |
|  | España           | España           |                  |        |         |             |             |             |  |      |      |      |      |  |
|  | Estados Unidos   | Estados Unidos   | 14               |        |         |             |             |             |  |      |      |      |      |  |
|  | Estados Unidos   | Estados Unidos   | 14               |        | España  | España      | 28          |             |  |      |      |      |      |  |
|  |                  |                  |                  |        | España  | España      | 28          |             |  |      |      |      |      |  |
|  |                  |                  | Samoa            | Samoa  | 5       |             |             |             |  |      |      |      |      |  |
|  | Samoa            | Samoa            | Samoa            | Samoa  | 5       | 17          |             |             |  |      |      |      |      |  |
|  | Samoa            | Samoa            |                  |        |         |             |             |             |  |      |      |      |      |  |
|  | Kenia            | Kenia            | 10               |        |         |             |             |             |  |      |      |      |      |  |
|  | Kenia            | Kenia            | 10               |        |         |             |             |             |  |      |      |      |      |  |
|  |                  |                  |                  |        |         |             |             |             |  |      |      |      |      |  |

### Definición 5° puesto
|  | Semifinal    | Semifinal    | Semifinal |         |           | 5° puesto | 5° puesto | 5° puesto |  |
|  |              |              |           |         |           |           |           |           |  |
|  |              |              |           |         |           |           |           |           |  |
|  | Australia    | Australia    | 21        |         |           |           |           |           |  |
|  | Australia    | Australia    | 21        |         |           |           |           |           |  |
|  | Sudáfrica    | Sudáfrica    | 19        |         |           |           |           |           |  |
|  | Sudáfrica    | Sudáfrica    | 19        |         | Australia | Australia | 26        |           |  |
|  |              |              |           |         | Australia | Australia | 26        |           |  |
|  |              |              | Irlanda   | Irlanda | 21        |           |           |           |  |
|  | Irlanda      | Irlanda      | Irlanda   | Irlanda | 21        | 22        |           |           |  |
|  | Irlanda      | Irlanda      |           |         |           | 22        |           |           |  |
|  | Gran Bretaña | Gran Bretaña | 0         |         |           |           |           |           |  |
|  | Gran Bretaña | Gran Bretaña | 0         |         |           |           |           |           |  |
|  |              |              |           |         |           |           |           |           |  |

### Copa de oro
|  | Cuartos de final | Cuartos de final | Cuartos de final |               |               | Semifinales   | Semifinales | Semifinales |        |              | Copa         | Copa         | Copa |  |
|  |                  |                  |                  |               |               |               |             |             |        |              |              |              |      |  |
|  |                  |                  |                  |               |               |               |             |             |        |              |              |              |      |  |
|  | Australia        | Australia        | 10               |               |               |               |             |             |        |              |              |              |      |  |
|  | Australia        | Australia        | 10               |               |               |               |             |             |        |              |              |              |      |  |
|  | Canadá           | Canadá           | 12               |               |               |               |             |             |        |              |              |              |      |  |
|  | Canadá           | Canadá           | 12               |               | Canadá        | Canadá        | 5           |             |        |              |              |              |      |  |
|  |                  |                  |                  |               | Canadá        | Canadá        | 5           |             |        |              |              |              |      |  |
|  |                  |                  | Argentina        | Argentina     | 33            |               |             |             |        |              |              |              |      |  |
|  | Argentina        | Argentina        | Argentina        | Argentina     | 33            | 21            |             |             |        |              |              |              |      |  |
|  | Argentina        | Argentina        |                  |               |               |               |             |             |        |              |              |              |      |  |
|  | Sudáfrica        | Sudáfrica        | 12               |               |               |               |             |             |        |              |              |              |      |  |
|  | Sudáfrica        | Sudáfrica        | 12               |               |               |               |             |             |        | Argentina    | Argentina    | 19           |      |  |
|  |                  |                  |                  |               |               |               |             |             |        | Argentina    | Argentina    | 19           |      |  |
|  |                  |                  | Nueva Zelanda    | Nueva Zelanda | 24            |               |             |             |        |              |              |              |      |  |
|  | Nueva Zelanda    | Nueva Zelanda    | Nueva Zelanda    | Nueva Zelanda | 24            | 35            |             |             |        |              |              |              |      |  |
|  | Nueva Zelanda    | Nueva Zelanda    |                  |               |               |               |             |             |        |              |              |              |      |  |
|  | Irlanda          | Irlanda          | 0                |               |               |               |             |             |        |              |              |              |      |  |
|  | Irlanda          | Irlanda          | 0                |               | Nueva Zelanda | Nueva Zelanda | 19          |             |        | Tercer lugar | Tercer lugar | Tercer lugar |      |  |
|  |                  |                  |                  |               | Nueva Zelanda | Nueva Zelanda | 19          |             |        | Tercer lugar | Tercer lugar | Tercer lugar |      |  |
|  |                  |                  | Francia          | Francia       | 14            |               |             |             |        |              |              |              |      |  |
|  | Francia          | Francia          | Francia          | Francia       | 14            | 17            |             |             | Canadá | Canadá       | 12           |              |      |  |
|  | Francia          | Francia          |                  |               |               |               |             |             | Canadá | Canadá       | 12           |              |      |  |
|  | Gran Bretaña     | Gran Bretaña     | 12               |               |               |               |             |             |        |              | Francia      | Francia      | 28   |  |
|  | Gran Bretaña     | Gran Bretaña     | 12               |               |               |               |             |             |        |              | Francia      | Francia      | 28   |  |
|  |                  |                  |                  |               |               |               |             |             |        |              |              |              |      |  |

| Bandera de Nueva Zelanda |
| Campeón Nueva Zelanda    |
| 5º título del circuito   |